# Anacroneuria manauensis
Anacroneuria manauensis är en bäcksländeart som beskrevs av Ribeiro-ferreira 2001. Anacroneuria manauensis ingår i släktet Anacroneuria och familjen jättebäcksländor. Inga underarter finns listade i Catalogue of Life.